# Parafia św. Małgorzaty w Bydlinie
Parafia Świętej Małgorzaty w Bydlinie - rzymskokatolicka parafia, położona w dekanacie wolbromskim - św. Katarzyny, diecezji sosnowieckiej, metropolii częstochowskiej w Polsce. Utworzona w XIV wieku.